# Maxillariella vulcanica
Maxillariella vulcanica là một loài thực vật có hoa trong họ Lan. Loài này được (F.Lehm. & Kraenzl.) M.A.Blanco & Carnevali mô tả khoa học đầu tiên năm 2007.